# ريمنجتون
منتجات ريمنجتون، المعروفة باسم ريمنجتون، هي علامة تجارية أمريكية للعناية الشخصية تقوم بتصنيع آلات قص الشعر، وماكينات الحلاقة الكهربائية، وأجهزة إزالة الشعر، ومنتجات العناية بالشعر. وهي شركة تابعة لشركة Spectrum Brands وأوك هيل كابيتال.

## الإعلانات التلفزيونية
رئيس ماكينة حلاقة ريمنجتون في عام 1978: «عندما اشترت لي زوجتي ماكينة حلاقة ريمنجتون، كنت معجبًا جدًا بها فاشتريت الشركة». غالبًا ما يظهر Victor Kiam في الإعلانات التليفزيونية الخاصة بحلاقة ريمنجتون ويقول: "Shaves as close as a blade, or your money back!" [بحاجة لمصدر]